# Servizio sanitario della Toscana
Il servizio sanitario della Toscana è il servizio sanitario regionale della Regione Toscana.
Dal 1º gennaio 2016 comprende tre grandi nuove Aziende unità sanitaria locale (USL), quattro "Aziende ospedaliero-universitarie" e un ESTAR (ente di supporto tecnico-amministrativo regionale), suddivise territorialmente in tre "aree vaste", che accorpano le 12 precedenti:
- "Azienda USL Toscana centro": (fino al 31 dicembre 2015 ASL di 10 Firenze, 4 Prato, 3 Pistoia, 11 Empoli) e aziende ospedaliero-universitarie di Careggi e Meyer (Firenze);
- "Azienda USL Toscana nord ovest Archiviato il 9 agosto 2021 in Internet Archive.": (fino al 31 dicembre 2015 ASL di 2 Lucca, 1 Massa e Carrara, 12 Viareggio, 5 Pisa e 6 Livorno[1]) e Azienda Ospedaliero-Universitaria Pisana;
- "Azienda USL Toscana sud est": (fino al 31 dicembre 2015 ASL di 7 Siena, 8 Arezzo e 9 Grosseto) e Azienda Ospedaliero-Universitaria Senese.

Ciascuna delle aziende USL è a sua volta suddivisa in zone distretto.

## Aziende USL
| Denominazione                  | "Area vasta"       | Territorio (provincia)              | Zone distretto | Ospedali | Sito web                                                  |
| Azienda USL Toscana centro     | Toscana centro     | Pistoia, Prato, Firenze, Empoli     | "Pistoia", "Valdinievole", "Prato Nord", "Prato Centro-Est", "Prato Ovest", "Prato Sud" (comprendenti le omonime circoscrizioni del comune di Prato e i comuni della provincia limitrofi), "Firenze", "Nord-ovest", "Sud-est", "Mugello", "Empolese Valdelsa" e "Valdarno inferiore" | "Ospedale San Jacopo" di Pistoia (fino al 2013 Ospedale del Ceppo) "Ospedale dei Santi Cosma e Damiano" di Pescia, "Ospedale Lorenzo Pacini" di San Marcello Pistoiese "Ospedale Santo Stefano" di Prato (fino al 2013 Ospedale Misericordia e Dolce) "Ospedale di Santa Maria Nuova" di Firenze "Ospedale Piero Palagi" di Firenze "San Giovanni di Dio" di Firenze "Ospedale Santa Maria Annunziata" di Bagno a Ripoli "Ospedale Serristori" di Figline Valdarno "Ospedale nuovo del Mugello" di Borgo San Lorenzo "Ospedale San Giuseppe" di Empoli (costituito da due strutture distinte) "Ospedale Santa Verdiana" di Castelfiorentino "Ospedale San Pietro Igneo" di Fucecchio "Ospedale degli Infermi" di San Miniato | Sito web                                                  |
| Azienda USL Toscana nord ovest | Toscana nord ovest | Massa-Carrara, Lucca, Pisa, Livorno | "Lunigiana", "Apuane", "Piana di Lucca", "Valle del Serchio", "Pisana" (città di Pisa e comuni limitrofi), "Valdera" (parte orientale della provincia di PI), "Alta Val di Cecina" (parte meridionale della provincia di PI), "Livornese" (città di Livorno e zone limitrofe), "Bassa Val di Cecina" (parte centrale della provincia di LI), "Val di Cornia" (parte meridionale della provincia di LI), "Versilia", "Elba" (isola d'Elba) | "Ospedale delle Apuane" di Massa (fino al 2015 Ospedale Santi Giacomo e Cristoforo di Massa e Ospedale Civico di Carrara) "Ospedale Sant'Antonio Abate" di Pontremoli "Ospedale Sant'Antonio Abate" di Fivizzano "Ospedale San Luca" di Lucca (fino al 2014 Ospedale Campo di Marte) "Stabilimento ospedaliero San Francesco" di Barga "Stabilimento ospedaliero Santa Croce" di Castelnuovo Garfagnana "Ospedale Felice Lotti" di Pontedera "Spedali riuniti di Santa Maria Maddalena" a Volterra "Spedali Riuniti" di Livorno "Ospedale" di Cecina "Ospedale Civile" di Piombino "Ospedale" di Portoferraio '"Ospedale Versilia" di Lido di Camaiore                                                                       | Sito web Archiviato il 9 agosto 2021 in Internet Archive. |
| Azienda USL Toscana sud est    | Toscana sud est    | Siena, Arezzo, Grosseto             | "Amiata", "Senese", "Valdelsa", "Valdichiana", "Aretina", "Valdarno", "Valtiberina", "Casentino", "Valdichiana", "Colline Metallifere" (parte settentrionale della provincia di GR), "Albegna" (parte meridionale della provincia di GR), "Amiata Grossetana" (parte orientale della provincia di GR), "Grossetana" (parte centrale della provincia di GR)                                                                                | "Ospedale Amiata Senese" di Abbadia San Salvatore "Ospedale Valdelsa" di Poggibonsi "Ospedali riuniti della Valdichiana" di Montepulciano "Ospedale San Donato" di Arezzo "Ospedale Santa Maria alla Gruccia" di Montevarchi "Ospedale di Sansepolcro" di Sansepolcro "Ospedale" di Bibbiena "Ospedale della Valdichiana Santa Margherita" di Cortona "Ospedale Misericordia" di Grosseto "Ospedale San Giovanni di Dio" di Orbetello "Ospedale Petruccioli" di Pitigliano "Ospedale Civile" di Castel del Piano "Ospedale Sant'Andrea" di Massa Marittima | Sito web                                                  |

## Aziende Ospedaliero-Universitarie
| Denominazione                                                 | "Area vasta"       | Sede    | Sito web |
| Azienda ospedaliero-universitaria "Careggi"                   | Centro Toscana     | Firenze | Sito web |
| Azienda ospedaliero-universitaria Meyer (ospedale pediatrico) | Centro Toscana     | Firenze | Sito web |
| Azienda ospedaliero-universitaria Pisana                      | Nord-ovest Toscana | Pisa    | Sito web |
| Azienda ospedaliero-universitaria Senese                      | Sud-est Toscana    | Siena   | Sito web |

## Sistema di Emergenza Territoriale 118
Di seguito lo schema organizzativo
| Denominazione                                 | Sede C.O               | Area Vasta         | Competenza territoriale |
| --------------------------------------------- | ---------------------- | ------------------ | --- |
| 118 Firenze-Prato                             | Firenze (Ex AUSL 10)   | Toscana centro     | Provincia di Firenze (esclusi i Comuni di Capraia e Limite, Cerreto Guidi, Certaldo, Castelfiorentino, Empoli, Fucecchio, Gambassi Terme, Montaione, Montelupo Fiorentino, Montespertoli, Vinci) e Provincia di Prato. |

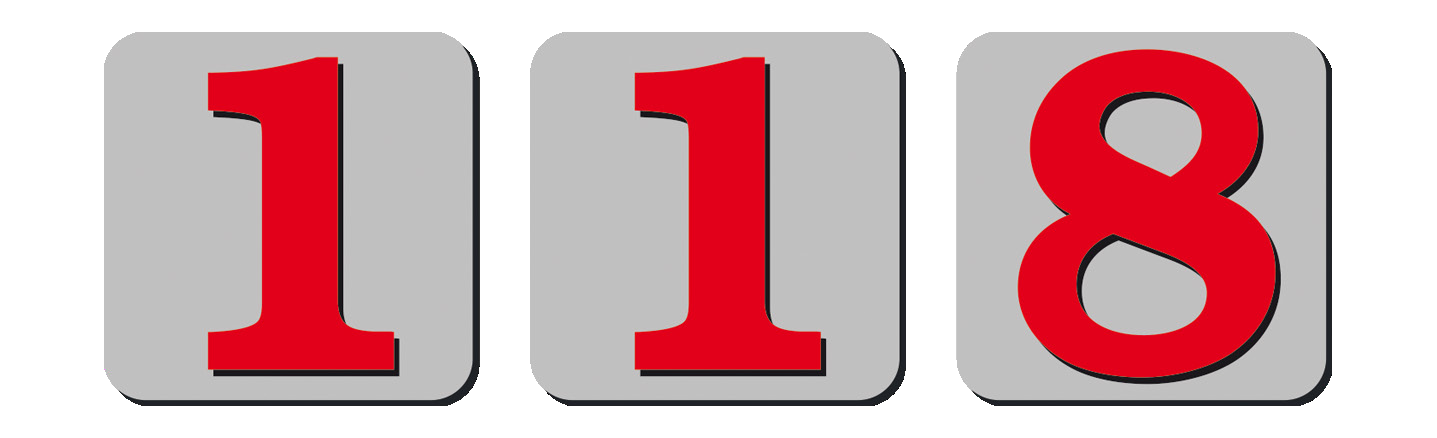
Logo del 118 della Regione Toscana

| Centrale Unica Elisoccorso - Toscana Soccorso | Firenze (Ex AUSL 10)   | Regione Toscana    | Elisoccorso Pegaso 1 Firenze: competenza territoriale Azienda USL Toscana centro (base presso l'Ospedale di Santa Maria Annunziata di Bagno a Ripoli) Elisoccorso Pegaso 2 Grosseto: competenza territoriale Azienda USL Toscana sud-est ed isole (base presso l'Ospedale Misericordia di Grosseto) Elisoccorso Pegaso 3 Massa: competenza territoriale Azienda USL Toscana nord-ovest ed isole (base presso l'Aeroporto del Cinquale) |
| 118 Pistoia-Empoli                            | Pistoia (Ex AUSL 3)    | Toscana centro     | Provincia di Pistoia e Comuni di Capraia e Limite, Cerreto Guidi, Certaldo, Castelfiorentino, Empoli, Fucecchio, Gambassi Terme, Montaione, Montelupo Fiorentino, Montespertoli, Vinci, in Provincia di Firenze e Comuni di Castelfranco di Sotto, Montopoli in Val D'Arno, San Miniato e Santa Croce sull'Arno, in Provincia di Pisa.                                                                                                 |
| 118 Alta Toscana                              | Viareggio (Ex AUSL 12) | Toscana nord-ovest | Province di Massa Carrara e Lucca |
| 118 Bassa Toscana                             | Livorno (Ex AUSL 6)    | Toscana nord-ovest | Province di Livorno e Pisa (con esclusione dei Comuni di Castelfranco di Sotto, Montopoli in Val D'Arno, San Miniato e Santa Croce sull'Arno). |
| 118 Arezzo                                    | Arezzo (Ex AUSL 8)     | Toscana sud-est    | Provincia di Arezzo |
| 118 Siena-Grosseto                            | Siena (Ex AUSL 7)      | Toscana sud-est    | Province di Siena e Grosseto |